# Markoji Markoji
Markoji Markoji (* 10. April oder 10. Oktober 1973 in Sidoarjo) ist ein indonesischer Beachvolleyballspieler.

## Karriere
Markoji spielte seine ersten internationalen Turniere 1994 mit Muchammad Nurmufid und erreichte dabei in Enoshima und Carolina die Plätze 20 und 25. Auf der World Tour 1995 kamen sie bei all ihren Turnieren entweder auf den 17. oder 25. Rang. Die Open-Turniere 1996 beendeten sie alle auf dem 25. Platz. Außerdem qualifizierten sie sich für die Olympischen Sommerspiele in Atlanta. Dort verloren sie ihr erstes Spiel gegen die Spanier Bosma/Jimenez und schieden in der Verlierer-Runde mit einer Niederlage gegen das argentinische Duo Martínez/Conde aus. 1997 spielten sie noch drei Open-Turniere und erreichten als bestes Ergebnis des Jahres einen 33. Platz in Marseille.